# Adam Orzechowski
Adam Orzechowski (ur. 1957 w Gdańsku) – polski reżyser teatralny, dyrektor teatrów w Gdańsku i Bydgoszczy, twórca Festiwalu Prapremier.

## Życiorys
Absolwent Wydziału Reżyserii Państwowej Wyższej Szkoły Teatralnej im. Ludwika Solskiego w Krakowie. W latach 1993–1996 reżyser gdańskiego Teatru Wybrzeże. Od 2000 do 2005 roku dyrektor Teatru Polskiego im. Hieronima Konieczki w Bydgoszczy. Pomysłodawca Festiwalu Prapremier i jego dyrektor w latach 2002–2006. Od lipca 2006 roku dyrektor naczelny i artystyczny Teatru Wybrzeże. W 2008 zainicjował Festiwal Wybrzeże Sztuki, którego jest koordynatorem. W 2011 rozpoczął drugą kadencję dyrektury Teatru Wybrzeże, 1 września 2016 rozpoczął trzecią (do 31 sierpnia 2021), do 31 sierpnia 2026 potrwa jego czwarta kadencja.
W Teatrze Wybrzeże wyreżyserował: Moralność pani Dulskiej (1993), Aż do bólu (1994), Wesołe kumoszki z Windsoru (1994), Droga do Mekki (1994), Taniec śmierci (1996), Intymne lęki (2006), Farsa z Walworth (2007), Więzienie powszechne (2008), Wiele hałasu o nic (2008), Ożenek (2009), Tajemnicza Irma Vep (2009), Zawisza Czarny (2010), Per procura (2011), Willkommen w Zoppotach (2011), Faza delta (2012), skrzynk@pandory (2012), Baba Chanel (2012), (G)dzie-ci faceci (2013), Seans (2013).
W latach 2018–2021 i od 2021 zasiada w Pomorskiej Radzie Kultury I kadencji oraz II kadencji.

## Nagrody i odznaczenia
- 1989: Tomar – MFF dla Dzieci i Młodzieży – nagroda za reżyserię animowanego filmu Animalki
- 1999: XVII GST – nagroda dziennikarzy „Melpomena'99” dla spektaklu Mazepa Juliusza Słowackiego w Teatrze im. Juliusza Osterwy w Gorzowie Wlkp.
- 2002: Nagroda Prezydenta Miasta Bydgoszcz z okazji Międzynarodowego Dnia Teatru
- 2003: Nagroda Marszałka Województwa Kujawsko-Pomorskiego z okazji Międzynarodowego Dnia Teatru
- 2013: Nagroda Prezydenta Miasta Gdańska w Dziedzinie Kultury z okazji jubileuszu 20-lecia pracy artystycznej[10]
- 2014: Honorowa Nagroda Gdańskiego Towarzystwa Przyjaciół Sztuki w dziedzinie kultury za otwartość na inne dziedziny sztuki niż teatr oraz dorobek artystyczny[11]
- 2015: Nagroda Prezydenta Gdańska za reżyserię spektaklu Broniewski w Teatrze Wybrzeże w Gdańsku
- 2015: Nagroda „Pomorski Sztorm” w kategorii Człowiek Roku za reżyserię spektaklu Broniewski Radosława Paczochy[12]
- 2016: Srebrny Medal „Zasłużony Kulturze Gloria Artis”[13]
- 2016: Nagroda Prezydenta Miasta Gdańska w Dziedzinie Kultury z okazji jubileuszu 70-lecia działalności artystycznej i 50-lecia obecności Teatru Wybrzeże w Gdańsku, z podziękowaniem za wiele lat twórczej pracy na gdańskiej scenie dramatycznej[10]
- 2019: Nagroda Specjalna miesięcznika „Teatr” - za talent, konsekwencję w budowaniu zespołu i wyjątkowo udany sezon 2018/2019 w Teatrze Wybrzeże
- 2023: Nagroda Prezydenta Miasta Gdańska w Dziedzinie Kultury za zaangażowanie na rzecz rozwoju sztuki[10]